# Elecciones generales de Turquía de 1927

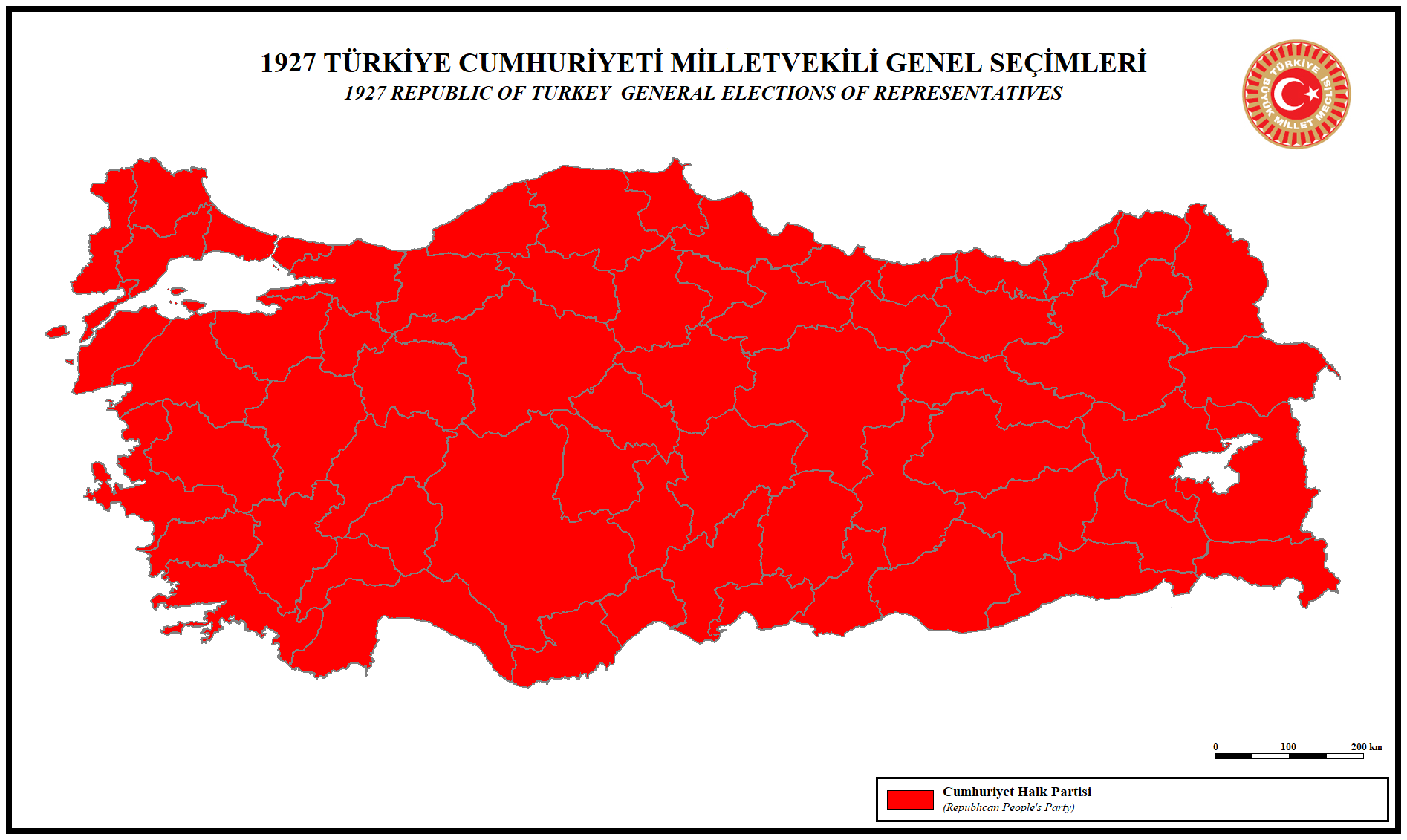

Las elecciones generales se llevaron a cabo en Turquía el 20 de julio de 1927. El Partido Republicano del Pueblo era el único partido legal del país. Previamente se había establecido Partido Republicano Progresista, en 1924 como partido de oposición por pedido de Mustafa Kemal Atatürk, quien quería implementar un sistema multipartidista, pero se disolvió al año siguiente.

## Sistema electoral
Las elecciones se llevaron a cabo bajo la ley electoral otomana aprobada en 1908, que preveía un sistema de dos vueltas. En primera vuelta, los votantes eligieron a los electores secundarios (uno para los primeros 750 electores en una circunscripción, a continuación, uno por cada 500 votantes adicionales). En la segunda vuelta los electores secundarios eligieron a los miembros de la Asamblea Nacional de Turquía.

## Resultado presidencial
El presidente de Turquía es elegido por la Asamblea Nacional para un mandato de cinco años. Atatürk fue reelegido con apoyo unánime del parlamento.
| Candidato | Candidato             | Partido | Partido                        | # de votos | % de votos     | Votantes | % de Participación |
| --------- | --------------------- | ------- | ------------------------------ | ---------- | -------------- | -------- | ------------------ |
|           | Mustafa Kemal Atatürk |         | Partido Republicano del Pueblo | 288        | \| \| 100 % \| | 316      | 91.1               |
|           | 100 %                 |         |                                |            |                |          |                    |